# Civens
Civens és un municipi francès situat al departament del Loira i a la regió d'Alvèrnia-Roine-Alps. L'any 2007 tenia 1.369 habitants.

## Demografia

### Població
El 2007 la població de fet de Civens era de 1.369 persones. Hi havia 492 famílies de les quals 60 eren unipersonals (36 homes vivint sols i 24 dones vivint soles), 180 parelles sense fills, 212 parelles amb fills i 40 famílies monoparentals amb fills.
La població ha evolucionat segons el següent gràfic:
Habitants censats

### Habitatges
El 2007 hi havia 519 habitatges, 492 eren l'habitatge principal de la família, 16 eren segones residències i 11 estaven desocupats. 509 eren cases i 9 eren apartaments. Dels 492 habitatges principals, 425 estaven ocupats pels seus propietaris, 59 estaven llogats i ocupats pels llogaters i 8 estaven cedits a títol gratuït; 4 tenien dues cambres, 34 en tenien tres, 138 en tenien quatre i 316 en tenien cinc o més. 411 habitatges disposaven pel capbaix d'una plaça de pàrquing. A 168 habitatges hi havia un automòbil i a 303 n'hi havia dos o més.

### Piràmide de població
La piràmide de població per edats i sexe el 2009 era:
| Homes | Edats   | Dones |
| ----- | ------- | ----- |
| 0     | 95 o +  | 0     |
| 0     | 90 a 94 | 4     |
| 4     | 85 a 89 | 0     |
| 4     | 80 a 84 | 0     |
| 12    | 75 a 79 | 16    |
| 8     | 70 a 74 | 16    |
| 32    | 65 a 69 | 16    |
| 24    | 60 a 64 | 24    |
| 48    | 55 a 59 | 36    |
| 28    | 50 a 54 | 36    |
| 56    | 45 a 49 | 56    |
| 44    | 40 a 44 | 36    |
| 40    | 35 a 39 | 52    |
| 56    | 30 a 34 | 36    |
| 20    | 25 a 29 | 40    |
| 20    | 20 a 24 | 20    |
| 72    | 15 a 19 | 44    |
| 44    | 10 a 14 | 28    |
| 48    | 5 a 9   | 52    |
| 28    | 0 a 4   | 32    |

## Economia
El 2007 la població en edat de treballar era de 900 persones, 681 eren actives i 219 eren inactives. De les 681 persones actives 637 estaven ocupades (340 homes i 297 dones) i 44 estaven aturades (21 homes i 23 dones). De les 219 persones inactives 85 estaven jubilades, 77 estaven estudiant i 57 estaven classificades com a «altres inactius».

### Ingressos
El 2009 a Civens hi havia 500 unitats fiscals que integraven 1.401 persones, la mediana anual d'ingressos fiscals per persona era de 19.604 €.

### Activitats econòmiques
Dels 79 establiments que hi havia el 2007, 4 eren d'empreses extractives, 3 d'empreses alimentàries, 2 d'empreses de fabricació de material elèctric, 2 d'empreses de fabricació d'elements pel transport, 10 d'empreses de fabricació d'altres productes industrials, 12 d'empreses de construcció, 19 d'empreses de comerç i reparació d'automòbils, 5 d'empreses de transport, 3 d'empreses d'hostatgeria i restauració, 4 d'empreses financeres, 4 d'empreses immobiliàries, 3 d'empreses de serveis, 1 d'una entitat de l'administració pública i 7 d'empreses classificades com a «altres activitats de serveis».
Dels 22 establiments de servei als particulars que hi havia el 2009, 4 eren tallers de reparació d'automòbils i de material agrícola, 1 taller d'inspecció tècnica de vehicles, 2 paletes, 3 guixaires pintors, 4 fusteries, 1 lampisteria, 2 electricistes, 1 empresa de construcció, 1 perruqueria, 2 restaurants i 1 tintoreria.
Dels 7 establiments comercials que hi havia el 2009, 1 era un supermercat, 1 una gran superfície de material de bricolatge, 1 una fleca, 1 una botiga de roba i 3 botigues de mobles.
L'any 2000 a Civens hi havia 30 explotacions agrícoles que ocupaven un total de 952 hectàrees.

## Equipaments sanitaris i escolars
El 2009 hi havia una escola elemental.

## Poblacions més properes
El següent diagrama mostra les poblacions més properes.